# Ascaridinae
Die Ascaridinae sind eine Unterfamilie der Spulwürmer mit über 200 Arten, die als Parasiten im Dünndarm landlebendender Säugetiere leben.

## Merkmale
Ascaridinae haben einen einfach gebauten Ösophagus und keinen Blinddarm. Die drei Lippen sind abgerundet hexagonal, ihr vorderer Bereich ist vom hinteren durch seitliche Einkerbungen deutlich abgesetzt oder ihr Vorderrand bei Ansicht von vorn-oben tief eingekerbt. Die Spicula sind ohne Gubernaculum.

## Systematik
Zur Unterfamilie gehört eine Tribus (Ascaridini) mit nur einer Untertribus (Ascaridinii), in der folgende rezente Gattungen eingeordnet sind:
- Ascaris Linnaeus, 1758
- Bairdascaris Sprent, 1982
- Baylisascaris Sprent, 1968
- Freitasascaris Sprent, 1983
- Krefftascaris Sprent, 1980
- Lagochilascaris Leiper, 1909
- Mehdiascaris Kalyankar, 1969
- Paraheterotyphlum Johnston & Mawson, 1948
- Parascaris Yorke & Maplestone, 1926
- Pelicanascaris Ali & Farooqui in Singh & Tandan, 1970
- Pseudostrongyloides Kreis, 1940
- Sprentascaris Petter & Cassone, 1984
- Toxascaris Leiper, 1907
- Travassosascaris Sprent, 1978

Die monotypische Gattung Amphisakis (Chakravarty & Majumdar, 1960) wurde in der Erstbeschreibung den Cucullanidae zugeordnet. Es wird vermutet, dass es sich um ein Larvenstadium eines Ascaridoiden handelt. Sie wird von Hodda den Ascaridinae zugeordnet, auch wenn es keine weitere Literatur zu diesem Parasiten gibt. Die Erstbeschreibung der monotypischen Gattung Metascaris (Schuurmans Stekhoven, 1950) ist so lückenhaft, dass Gerhard Hartwich sie nicht in die CIH Keys to genera of the Ascaridoidea aufnahm. Die Gattungen Ascarites (Poinar & Boucot, 2006) und Bauruascaris (Cardia, Bertini, Camossi & Letizio, 2019) sind nur in Form fossiler Funde von Eiern bekannt.